# Айдара, Массадио
Массадио́ Айдара́ (фр. Massadio Haïdara; род. 2 декабря 1992, Трапп) — малийский и французский футболист, левый защитник, клуба «Брест» и сборную Мали.

## Биография
Массаидио родился во французском городке Трапп в семье африканского переселенца и француженки африканского происхождения. В 11 лет был отдан в академию местной команды «Версаль», затем перешёл в «Булонь-Бьянкур». В 2008 году талантливый защитник, способный одновременно хорошо играть двумя ногами и эффективно подключаться к атакам своей команды, был замечен скаутами «Нанси». Пробыв в академии клуба Лиги 1 два года, Айдара подписал свой первый профессиональный контракт, рассчитанный на три года.

## Клубная карьера
Дебют в составе «Нанси» случился 11 декабря 2010 года в поединке против «Сошо» (1:0). На тот момент игроку было всего 17 лет, но он уже признавался одним из самых стабильных и надежных защитников высшего дивизиона Франции. За 2,5 сезона Айдара отыграл за родную команду более 50 матчей, пока в январе 2013 года не перешёл в «Ньюкасл Юнайтед» за 3 миллиона фунтов.
Массаидио стал пятым французом, которые пришли к «джорди» в зимнее трансферное окно. В то время «Ньюкасл» находился в бедственном положении: несмотря на то, что команда продолжала бороться за еврокубки, на национальной арене «черно-белые» впервые за три года скатились в зону вылета. Свежая кровь помогла «сорокам» выиграть ряд важных матчей и наладить свои дела. 21 февраля 2013 года Айдара дебютировал в составе «Ньюкасла» в рамках 1/16 Лиги Европы против харьковского «Металлиста» (1:0). После талантливый защитник отыграл ещё в 4 поединках Лиги Европы против «Анжи» и «Бенфики».
В марте Айдара вышел на свой третий матч подряд в рамках чемпионата Англии против «Уиган Атлетик», где получил травму связок колена. Француз пропустил остаток сезона, а с началом нового футбольного года получил ещё несколько травм, которые выбили его из игры на несколько месяцев.
С 2018 года выступал за «Ланс». В сезоне 2019/20 стал вторым призёром Лиги 2, со следующего сезона со своим клубом играл в Лиге 1.

## Международная карьера
В 2011 году дебютировал в составе команды французов до 19 лет, затем последовали дебюты в сборных до 20 и 21 года.
С 2019 года выступал за сборную Мали. Участник финальных турниров Кубка африканских наций 2019 года (1 матч) и 2022 года (4 матча, 1 гол).